# Nana Meriwether
Nana Meriwether (Potomac, 24 maggio 1985) è una modella sudafricana naturalizzata statunitense, rappresentante del Maryland a Miss USA 2012.
Meriwether si era classificata alla seconda posizione durante il concorso, ma le è stata comunque assegnata la corona di detentrice del titolo, quando la prima vincitrice, Olivia Culpo è stata eletta Miss Universo 2012 il 19 dicembre 2012.
In precedenza Nana Meriwether aveva partecipato a Miss California, dall'edizione del 2008 sino al 2011, ottenendo la seconda posizione nel 2010.